# 高橋公園
高桥公园是位于中華人民共和國上海市浦东新区高桥镇的一個公園，南至南群河，西至大寨河，北至花山路，东至通园路，占地面积69.9亩（4.35公頃），內有0.21公頃的湖，叫碧潋湖，面积500平方米。湖西岸有一座二层混合结构的茶楼，其东立面形如游艇，建筑面积314平方米，楼后是一片桂花林。湖北有名为清溪桥的仿古石拱桥。公园中部有一亭，名为临江亭，亭下原系解放前建的一个混凝土碉堡，经加土成坡，在堡顶建一只仿古六角亭，因高桥在宋代属临江乡，遂以“临江”为亭名。1985年12月，高桥镇人民政府上报了辟建高桥公园计划任务书；1986年2月，川沙縣计划委員會批准列項，总投资250多万元，1988年5月（一說1989年）开工建设，1990年6月1日建成开放。2024年2月拆除围墙，并且24小时对外开放。